# Willy Finch
Alfred William (Willy) Finch (Sint-Joost-ten-Node, 28 november 1854 - Helsinki, 28 april 1930) was een van oorsprong Belgische schilder en keramist, die zich op latere leeftijd in Finland vestigde.

## Levensloop
Zijn grootouders, afkomstig uit het Engelse Exeter, waren al in 1818 naar Brussel verhuisd. In 1865 gingen zijn ouders een hotel op de Oostendse zeedijk uitbaten. Hij was toen 11 jaar oud.
Hij was al 25, toen hij in 1878 zijn kunstopleiding aan de Brusselse Academie begon. Hij ontmoette er de jonge Guillaume Van Strydonck en James Ensor. 
Bevriend met Ensor, ook Oostendenaar, ook van Britse afkomst en ook gefascineerd door het schilderen, stelde Willy Finch in 1880 zijn eerste impressionistische marines tentoon.
Met Ensor en Van Strydonck behoorde hij in 1883 tot de oprichters van de meest bekende kunstenaarsgroep in België, Les XX, onder impuls van de Brusselse jurist Octave Maus. Andere medestichters waren Guillaume Vogels, Theo Van Rysselberghe, Willy Schlobach, Adrien-Joseph Heymans e.a.
In 1885 trouwde Finch met Catharina-Elisa Pelling, net als zijn grootmoeder en zijn moeder een Britse.
Toen Georges Seurat, de Franse apostel van het divisionisme, in 1887 op uitnodiging van Les XX te Brussel zijn Dimanche à la Grande Jatte exposeerde, betoonde Finch zijn geestdrift voor deze pointillistische techniek. Datzelfde jaar schilderde hij La campagne à Oudenbourg, het eerste werk van het Belgische pointillisme.
In 1897 vertrok hij, op 43-jarige leeftijd, naar Finland. De Zweedse kunstenaar graaf Louis Sparre bood hem de leiding van de keramieksectie in zijn Iris-fabriek in Porvoo aan. Keramiekkunst had zijn belangstelling gewekt toen hij in dienst trad als faienceschilder in de bekende Boch-werkhuizen van La Louvière. Vervolgens had hij een eigen atelier opgericht te Forges bij Chimay.
Na het faillissement van de Iris-fabriek in Finland in 1902, werd Finch benoemd tot leraar aan de academie van Helsinki en begon hij opnieuw te schilderen. Hij verliet echter het pure pointillisme, om de stijl van die andere Franse neo-impressionist, Paul Signac, te volgen, die de divisionistische opvattingen oploste in zwaardere, korte en brede toetsen. Met Magnus Enckell stond hij in 1912 aan de wieg van de kunstenaarsgroep Septem. Zijn vriend Georges Lemmen zorgde er intussen voor dat het werk van Finch toch regelmatig in beeld kwam op de Salons in België en in Frankrijk.
Willy Finch werd beroemd in Finland. In 1906 kreeg hij zijn eerste persoonlijke expositie in Helsinki en in 1924 en 1929 werden telkens retrospectieve expo's van zijn werk georganiseerd. Hij stierf in Helsinki in 1930.

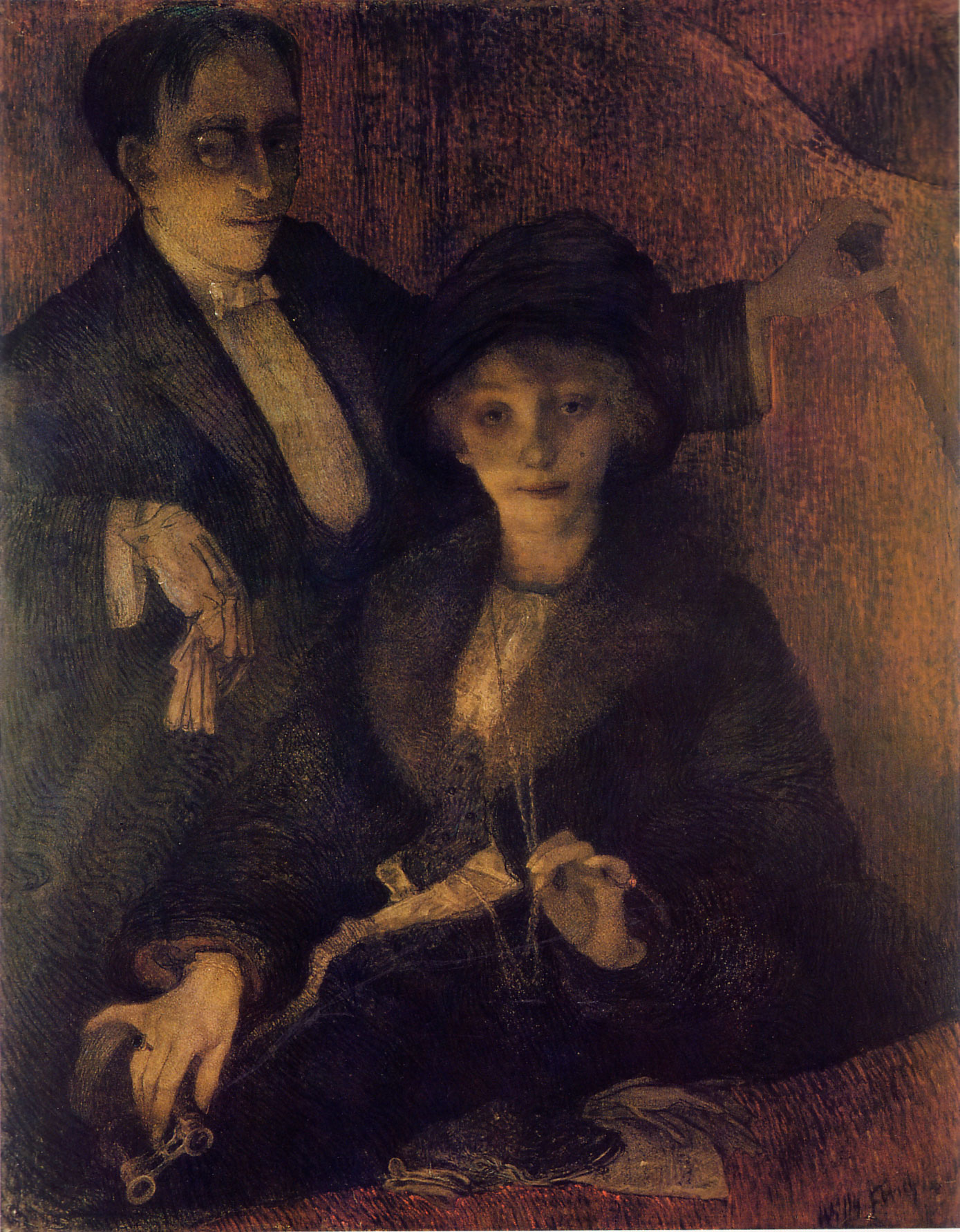
Loge in de schouwburg
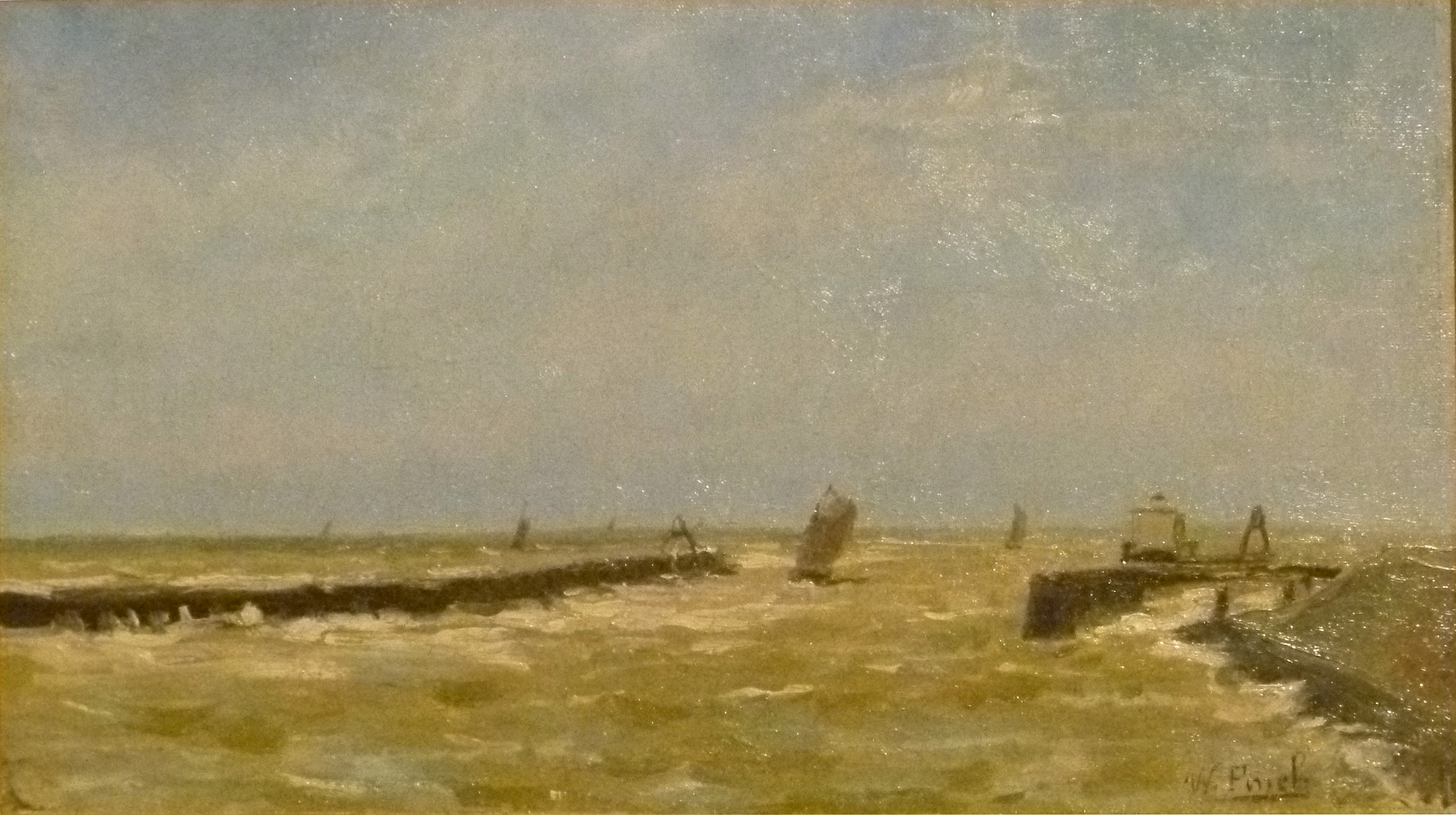
Haveningang van Oostende, 1884, Ateneum, Helsinki
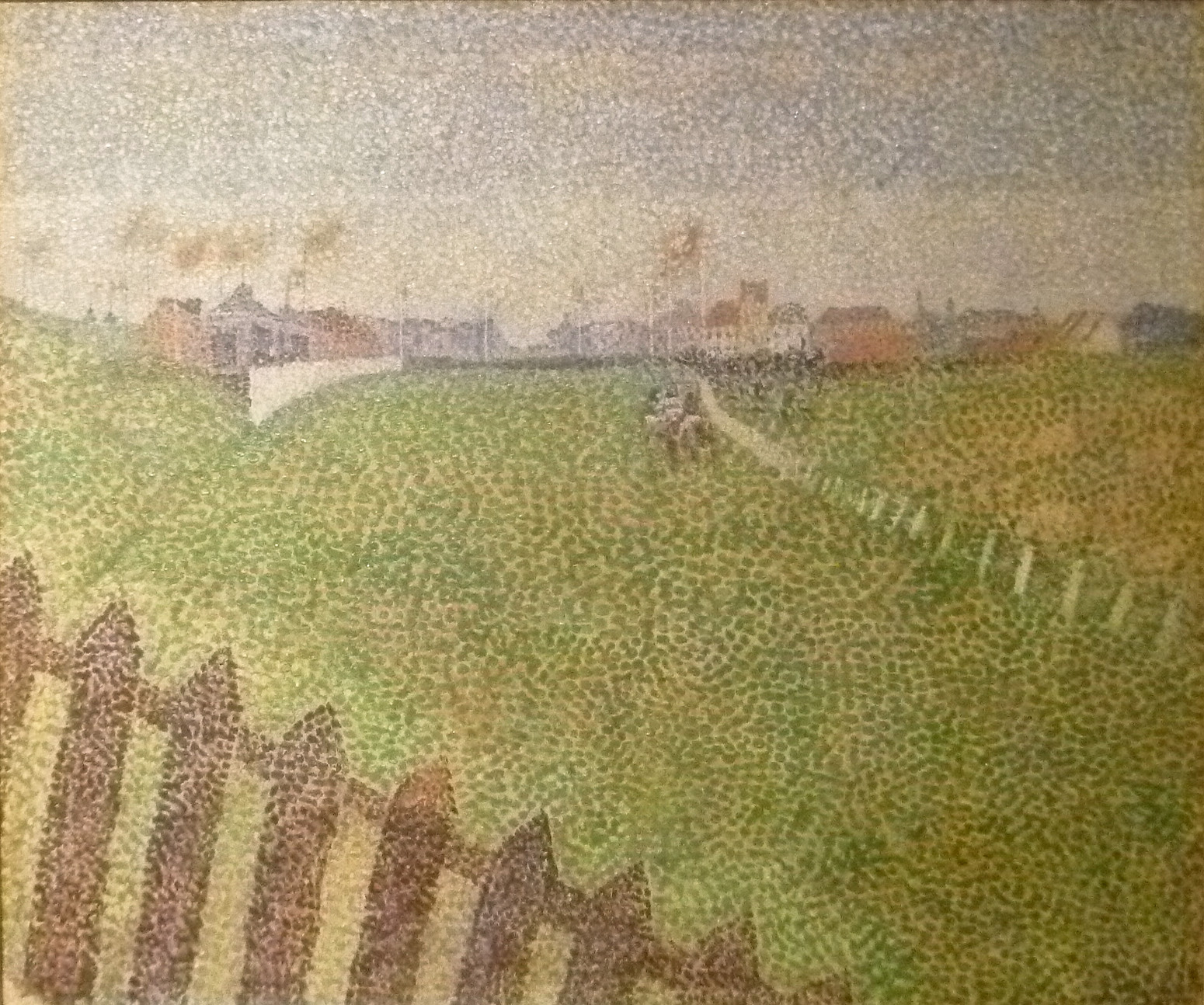
De Wellingtonrenbaan te Oostende, 1888, Ateneum, Helsinki
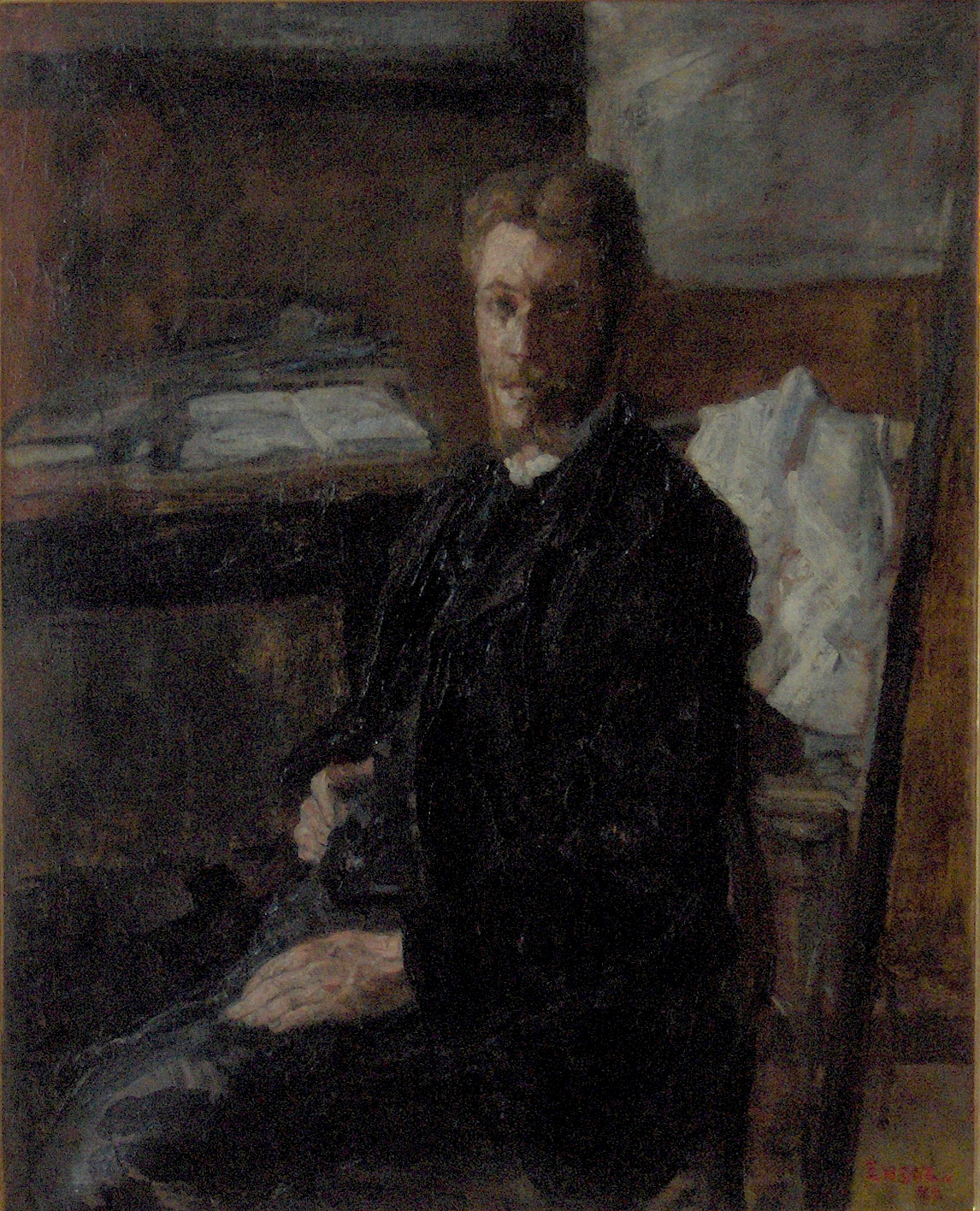
Portret van Willy Finch door James Ensor, 1882, Mu.ZEE, Oostende

## Musea
Schilderijen, etsen, tekeningen en/of keramiek bevinden zich in de musea van Antwerpen, Brussel, Elsene, Gent, Doornik, Harjavalta, Helsinki, Indianapolis, Mikkeli, Oostende, Torhout, Turku.

## Iconografie
James Ensor portretteerde hem meermaals in olieverf en in tekeningen.